# Olivier Claessens
Pour les articles homonymes, voir Claessens.
Olivier Claessens est un footballeur belge né le 22 décembre 1988 à Edegem (Belgique)
Attaquant au KRC Malines, club évoluant en Division 3 en 2008, il est transféré au Cercle Bruges KSV en septembre 2009. Il évolue actuellement au K Kontich FC, en première provinciale.